# Danny Hoesen
Danny Hoesen né le 15 janvier 1991 à Heerlen (Pays-Bas) est un footballeur néerlandais. Il joue au poste d'attaquant.

## Biographie
Danny Hoesen est né à Heerlen d'un père marocain et d'une mère néerlandaise. Lorsqu'il a un an, ses parents divorcent. Lorsqu'il a six ans, sa mère devient toxicomane. Il part vivre chez ses grands parents avec sa grande sœur.

## Palmarès
HJK Helsinki
- Champion de Finlande en 2010
- Finaliste de la Coupe de Finlande en 2010

 Ajax Amsterdam
- Champion des Pays-Bas en 2013 et 2014
- Vainqueur de la Supercoupe des Pays-Bas en 2013

 PAOK Salonique
- Finaliste de la Coupe de Grèce en 2014

 FC Groningue
- Vainqueur de la Coupe des Pays-Bas en 2015
- Finaliste de la Supercoupe des Pays-Bas en 2015

## Statistiques
| Saison    | Club                   | Championnat    | Championnat | Championnat | Coupe(s) nationale(s) | Coupe(s) nationale(s) | Compétition(s) continentale(s) | Compétition(s) continentale(s) | Compétition(s) continentale(s) | Sélection        | Sélection | Sélection | Total | Total |
| Saison    | Club                   | Division       | M.          | B.          | M.                    | B.                    | Comp.                          | M.                             | B.                             | Équipe           | M.        | B.        | M.    | B.    |
| 2008-2009 | Fortuna Sittard        | Eerste divisie | 1           | 0           | -                     | -                     | -                              | -                              | -                              | -                | -         | -         | 1     | 0     |
| 2009-2010 | Fulham                 | Premier League | -           | 0           | -                     | -                     | -                              | -                              | -                              | -                | -         | -         | 0     | 0     |
| 2010      | HJK Helsinki (prêt)    | Veikkausliiga  | 12          | 2           | -                     | -                     | C1                             | 1                              | 0                              | -                | -         | -         | 13    | 2     |
| 2010-2011 | Fulham                 | Premier League | -           | -           | -                     | -                     | -                              | -                              | -                              | -                | -         | -         | 0     | 0     |
| 2011-2012 | Fortuna Sittard (prêt) | Eerste divisie | 33          | 13          | 1                     | 1                     | -                              | -                              | -                              | -                | -         | -         | 34    | 14    |
| 2012-2013 | Ajax Amsterdam         | Eredivisie     | 18          | 5           | 4                     | 1                     | C1                             | 3                              | 1                              | -                | -         | -         | 25    | 7     |
| 2013-2014 | Ajax Amsterdam         | Eredivisie     | 13          | 2           | 3                     | 3                     | C1                             | 2                              | 1                              | Pays-Bas espoirs | 3         | 2         | 21    | 8     |